# Perlejewo (gmina)
Perlejewo – gmina wiejska w Polsce położona w województwie podlaskim, w powiecie siemiatyckim. W latach 1975–1998 gmina administracyjnie należała do województwa łomżyńskiego.
Siedziba gminy to Perlejewo.
Według danych z 31 grudnia 2006 gminę zamieszkiwało 3287 osób.

## Struktura powierzchni
Według danych z roku 2002 gmina Perlejewo ma obszar 106,32 km², w tym:
- użytki rolne: 74%
- użytki leśne: 19%

Gmina stanowi 7,28% powierzchni powiatu.

## Demografia

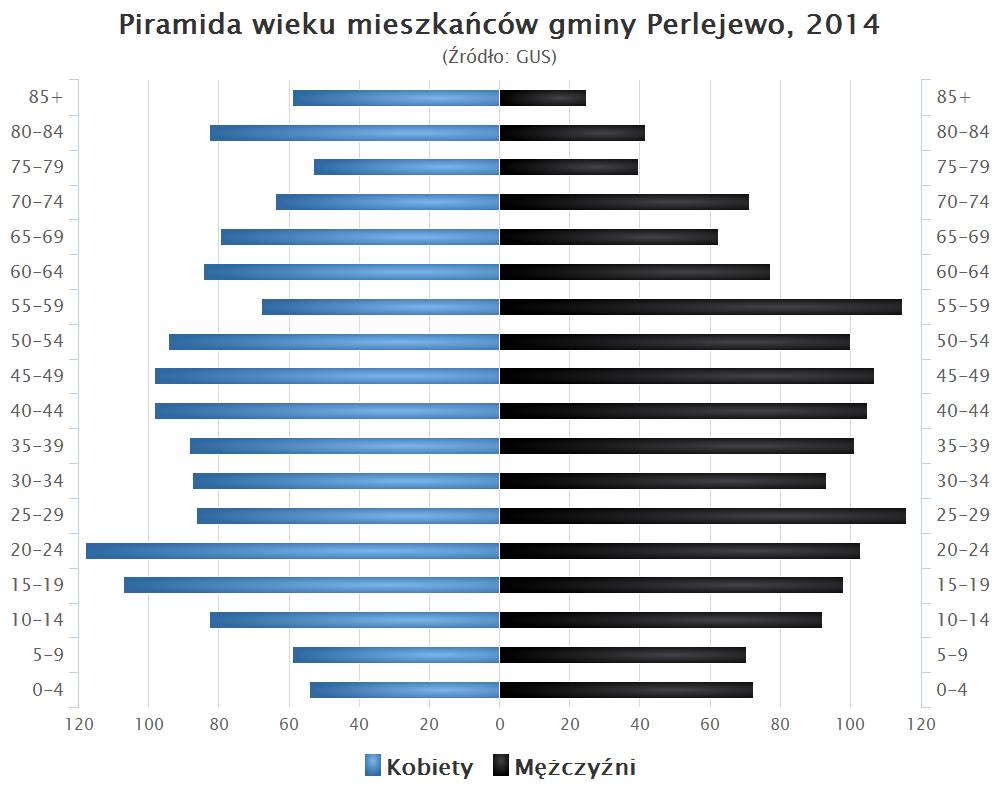
Piramida wieku mieszkańców gminy Perlejewo w 2014 roku

Dane z 31 grudnia 2006:
| Opis                              | Ogółem | Ogółem | Kobiety | Kobiety | Mężczyźni | Mężczyźni |
| --------------------------------- | ------ | ------ | ------- | ------- | --------- | --------- |
| jednostka                         | osób   | %      | osób    | %       | osób      | %         |
| populacja                         | 3287   | 100    | 1640    | 49,9    | 1647      | 50,1      |
| gęstość zaludnienia (mieszk./km²) | 30     | 30     | 15      | 15      | 15        | 15        |

## Sołectwa
Borzymy, Czarkówka Duża, Czarkówka Mała, Głęboczek, Głody, Granne, Kobyla, Koski-Falki, Koski-Wypychy, Kruzy, Leszczka Duża, Leszczka Mała, Leśniki, Miodusy-Dworaki, Miodusy-Inochy, Miodusy-Pokrzywne, Moczydły-Dubiny, Moczydły-Kukiełki, Moczydły-Pszczółki, Olszewo, Osnówka, Osnówka-Wyręby, Pełch, Perlejewo, Pieczyski, Poniaty, Stare Moczydły, Twarogi Lackie, Twarogi Ruskie, Twarogi-Mazury, Twarogi-Trąbnica, Twarogi-Wypychy, Wiktorowo.

## Sąsiednie gminy
Ciechanowiec, Drohiczyn, Grodzisk, Jabłonna Lacka